# Данилина, Надежда Анатольевна
Наде́жда Анато́льевна Дани́лина (в девичестве Шми́това; род. 17 февраля 1967, Свердловск-44, РСФСР, СССР) — советская и российская саночница, выступала за сборную Советского Союза и России в конце 1980-х — начале 1990-х годов. Участница двух зимних Олимпийских игр, многократная призёрша этапов Кубка мира и чемпионка национальных первенств, участница многих международных турниров. На соревнованиях представляла ЦСКА, мастер спорта международного класса.

## Биография
Надежда Данилина родилась 17 февраля 1967 года в закрытом городе Свердловске-44 (ныне — город Новоуральск Свердловской области), обучалась в средней школе № 43. С раннего детства активно занималась спортом, состояла в местном спортивном клубе «Кедр», затем переехала в Москву и присоединилась к ЦСКА. Через какое-то время начала показывать в санном спорте неплохие результаты и в 1987 году дебютировала на международном уровне — на чемпионате мира в австрийском Иглсе финишировала девятнадцатой, при этом в общем индивидуальном зачёте мирового кубка разместилась на тринадцатой строке. Благодаря череде удачных выступлений удостоилась права защищать честь страны на зимних Олимпийских играх 1988 года в Калгари, где впоследствии показала восьмое время.
После Олимпиады Данилина осталась в основном составе национальной сборной и продолжила принимать участие в крупнейших международных турнирах. В 1992 году она прошла отбор в Объединённую команду, состоящую из представителей бывших советских республик, и побывала на Олимпийских играх в Альбервиле — заняла здесь двенадцатое место женской одиночной программы. Вскоре после этих олимпийских соревнований приняла решение завершить карьеру профессиональной спортсменки, уступив место в сборной молодым российским саночницам, таким как Ирина Губкина и Ольга Новикова.
Её муж Сергей Данилин  (1960—2021) был не менее известным саночником, владел титулами чемпиона Европы и мира, представлял страну на пяти зимних Олимпиадах (1980-1994), в том числе имеет в послужном списке серебряную медаль Олимпиады 1984 года в Сараево.